# Berat (hạt)
Berat (tiếng Albania: Qarku i Beratit) là một trong 12 hạt của Albania. Hạt này có các quận Berat, Kuçovë, và Skrapar; thủ phủ là Berat.